# Falsomordellistena eocenica
Falsomordellistena eocenica là một loài bọ cánh cứng trong họ Mordellidae. Loài này được Kubisz miêu tả khoa học năm 2003.